# Saint Onii-san
Saint Onii-san (聖☆おにいさん Seinto Oniisan?) es un manga japonés del estilo Seinen escrito e ilustrado por Hikaru Nakamura. Llevado a serie por Kodansha en la revista mensual Morning 2 desde 2007, y recopilada en 22 volúmenes tankōbon.
La serie trata sobre Cristo y Gautama Buda que están viviendo juntos en un apartamento de Tokio tomándose unas vacaciones en la Tierra. La comedia incluye chistes sobre el cristianismo, budismo, y todo lo relacionado, así como los personajes tratan de entender la sociedad actual. En España está siendo publicado desde el 23 de marzo de 2012 por Norma Editorial, con el nombre de Las Vacaciones de Jesús y Buda. A-1 Pictures adaptó la serie manga en dos DVD originales de animación (OAD) y en una película de anime que fue lanzada el 10 de mayo de 2013. La película fue licenciada en España por Selecta Visión y salió a la venta el 6 de mayo de 2015.

## Historia
Saint Onii-san sigue la vida de Jesucristo y Buda, quienes viven en Japón como un par de jóvenes, compañeros de cuarto y mejores amigos. Jesús es un poco holgazán, sin preocupaciones, irresponsable, e impulsivo. Frecuentemente pide "permiso" a Buda para hacer o comprar cosas. Buda es calmado, racional, y preocupado por el bienestar de otros. Sin embargo, Buda siempre se asombra por el carácter de  Jesús y su comportamiento. Cada capítulo nos muestra como ellos reaccionarían ante un día normal en el planeta.
Cuando ambos hacen o dicen algo virtuoso una luz los ilumina sobre sus cabezas. Las personas no se dan cuenta de que ellos son  Jesús y Buda (algunas chicas dicen que Jesús se parece a Johnny Depp), así que ellos tratan de mantener en secreto su identidad.

## Contenido de la obra

### Manga
Saint Onii-san, escrito e ilustrado por Hikaru Nakamura, comenzó su serialización en la revista Morning 2 de Kodansha, el 26 de septiembre de 2006. la serie se suspendió entre el 22 de septiembre de 2011 y el 22 de marzo de 2012, debido al embarazo de Nakamura. Su primer tankōbon fue publicado por Kodansha el 23 de enero de 2008, y el vigésimo primero volumen fue publicado el 22 de marzo de 2024. Se publicó una guía el 23 de abril de 2013.
| N.º | Japonés                  |                   | Español                 |                   |
| --- | ------------------------ | ----------------- | ----------------------- | ----------------- |
|     | Fecha de Salida          | ISBN              | Fecha de Salida         | ISBN              |
| 1   | 23 de enero de 2008      | 978-4-06-372662-6 | 19 de abril de 2012     | 978-8467908374    |
| 2   | 23 de junio de 2008      | 978-4-06-372720-3 | 21 de julio de 2012     | 978-8467908381    |
| 3   | 23 de marzo de 2009      | 978-4-06-372784-5 | 24 de agosto de 2012    | 978-8467908398    |
| 4   | 23 de octubre de 2009    | 978-4-06-372842-2 | 1 de noviembre de 2012  | 978-8467908404    |
| 5   | 21 de mayo de 2010       | 978-4-06-372906-1 | 25 de enero de 2013     | 978-8467908411    |
| 6   | 24 de diciembre de 2010  | 978-4-06-372962-7 | 22 de marzo de 2013     | 978-8467908428    |
| 7   | 21 de octubre de 2011    | 978-4-06-387026-8 | 26 de julio de 2013     | 9788467908374     |
| 8   | 3 de diciembre de 2012   | 978-4-06-387168-5 | 24 de enero de 2014     | 978-84-679-1179-4 |
| 9   | 23 de agosto de 2013     | 978-4-06-387232-3 | 23 de abril de 2015     | 978-84-679-1843-4 |
| 10  | 23 de mayo de 2014       | 978-4-8124-5333-9 | 28 de agosto de 2015    | 978-84-679-1863-2 |
| 11  | 23 de febrero de 2015    | 978-4-0638-8434-0 | 5 de diciembre de 2017  | 978-84-679-2397-1 |
| 12  | 20 de noviembre de 2015  | 978-4-06-388532-3 | 25 de junio de 2018     | 978-84-679-2941-6 |
| 13  | 21 de octubre de 2016    | 978-4-06-388654-2 | 13 de diciembre de 2019 | 978-84-679-3672-8 |
| 14  | 22 de septiembre de 2017 | 978-4-06-510272-5 |                         |                   |
| 15  | 22 de junio de 2018      | 978-4-06-512011-8 |                         |                   |
| 16  | 22 de noviembre de 2018  | 978-4-06-513787-1 |                         |                   |
| 17  | 23 de julio de 2019      | 978-4-06-516515-7 |                         |                   |
| 18  | 22 de mayo de 2020       | 978-4-06-519418-8 |                         |                   |
| 19  | 23 de marzo de 2021      | 978-4-06-522540-0 |                         |                   |
| 20  | 22 de julio de 2022      | 978-4-06-528557-2 |                         |                   |
| 21  | 22 de marzo de 2024      | 978-4-06-534952-6 |                         |                   |
| 22  | 23 de julio de 2025      | 978-4-06-540034-0 |                         |                   |

### Anime
La producción de una película de anime se anunció por primera vez en el número 44 de Weekly Morning. Antes del lanzamiento de la película, se publicó una guía para la película el 30 de abril de 2013. La película fue dirigida por Noriko Takao y escrita por Rika Nezu. Sus personajes fueron diseñados por Naoyuki Asano y la música fue compuesta por Keiichi Suzuki y Ryomei Shirai. La película fue producida por Aniplex, Kodansha y Toho, fue animada por A-1 Pictures y distribuida por Toho. Se estrenó en Japón el 10 de mayo de 2013. Su banda sonora fue publicada por Aniplex el 8 de mayo de 2013. Más tarde, el 23 de octubre de 2013, se lanzó en formatos DVD y Blu-ray. Además de la película, el mismo equipo produjo un DVD de animación original (OAD) que se lanzó junto con el volumen de ocho manga. Se lanzó un segundo OAD junto con el noveno volumen.

## Recepción
Saint Onii-san recibió el Premio Cultural Tezuka Osamu a la historia corta, del 2009.
Saint Onii-san fue el décimo manga más vendido en Japón en el 2009 de acuerdo al  Oricon, con 4 volúmenes, vendiendo más de  2,6 millones de copias. Los volúmenes 3 y 4 llegaron al puesto 25 de los mangas más vendidos del 2009. Como resultado de su popularidad, los artículos de Morning 2 empezaron a venderse fuera de lo convencional; debido a esto, en mayo del 2009 Kodansha comenzó a sacar la revista en línea.